# Skandináv mitológia

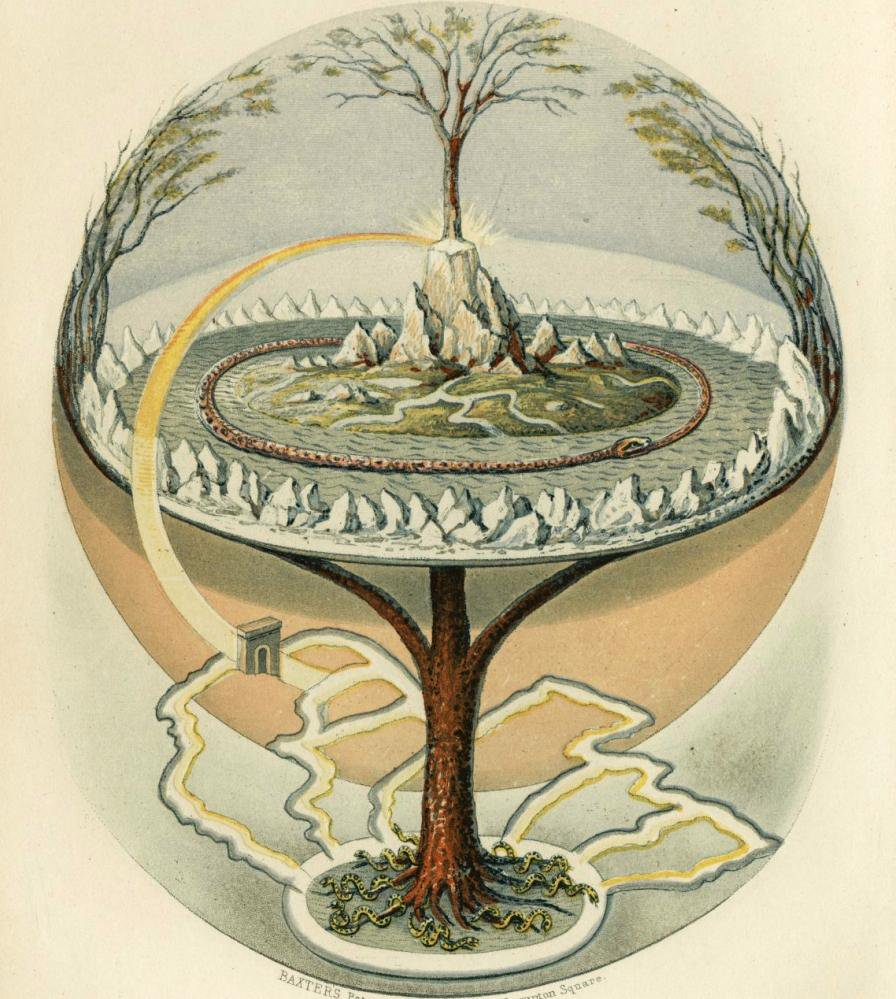
Yggdrasil, a világfa

A skandináv mitológia az északi germán népek, svédek, dánok, norvégok és izlandiak közös (kereszténység előtti) hitvilága. Az ősi, közös germán mitológia legjobban megőrződött változata, amelyhez kapcsolódik az angolszász mitológia. A germán mitológia gyökerei pedig a korai indoeurópai mitológiáig nyúlnak vissza. A déli germán és a skandináv mitológia közös tőről fakad, de mivel a déli germán népek aránylag hamar felvették a kereszténységet, ősi mitológiájuk nagy része hamar a feledés homályába veszett. A skandinávok ellenben sokáig megőrizték hitüket és ezzel együtt mitológiájukat, amelyet a kereszténység első évszázadaiban az izlandi történetírók lejegyeztek. A legfontosabb forrás a Régi vagy Verses Edda (Edda-énekek) és a Prózai Edda, Snorri Sturluson műve. A norvég királyok történetét elbeszélő sagájában, a Heimskringlá-ban is sok mitológiai tárgyú utalás található. Saxo Grammaticus dán történetíró művében, a Gesta Danorum-ban a mitológiai történeteket keresztény környezetbe helyezte. Más íróktól is találhatunk a skandinávok mitológiájára utalásokat, leírásokat vallásgyakorlásukról, mint például Brémai Ádám művében. De forrásként szolgálnak a helynevek, amely képet ad az egyes istenek áldozati helyeiről, tiszteletük elterjedtségéről. A régészeti ásatások során sok áldozati állat teteme került elő. Találtak sziklarajzokat is, amelyek mitológiai utalásokat tartalmaznak. A rúnaköveken is találtak istenekre célzásokat, a rúnajeleknek egyébként is mágikus jellemzőket tulajdonítottak.

## A mitológia története

### Teremtés
Úgy tartják, hogy kezdetben nem volt más csak a káosz, melyből szétvált két ország, Niflheim, az északi jégország, és Muspellheim, a déli tűzország. A jég és a tűz érintkezéséből keletkezett az első déróriás, a hímnős Ymir, aki képes volt saját utódok létrehozására. Belőle keletkeztek az óriások. Ymir táplálója a megolvadt jégből keletkezett tehén, Audhumla volt. Az ő nyelve nyalogatta ki a kősziklából a másik óriást, Burit, akinek későbbi gyermeke született, Bur. Ő egy óriáslányt vett feleségül, majd három fia született, először Odin, majd Vili és Vé. Ezek a fiúk megölték az első déróriás Ymirt, és testéből megteremtették a világot, a húsából jött létre a föld, csontjából a hegyek, véréből a tenger, agyából a felhők, hajából a fák, szemöldökéből pedig az emberek lakta világ, azaz Midgard. Ezt követően a tűzország szikráit feldobták az égre, és így keletkezett a nap, a hold és a csillagok. A három fiúból lettek az első Áz-istenek. A déróriások a vérből teremtett tengerbe vesztek, és mindössze egy pár maradt csak életben, akik a világ peremére, északra menekültek, majd ott családot alapítottak. Amikor a három isten egyszer a tengerparton sétált (más változatokban Odin, Loki és Hönir), találtak két fatörzset. Az egyikük életet lehelt beléjük, a másikuk értelmet és mozgáskészséget adott nekik, a harmadik pedig megalkotta az arcukat. Így teremtették az első emberpárt, Askot és Emblát. Az ő nevük jelentése „kőrisfa” és „kicsi szilfa”. Ezt követően az istenek csak kevés figyelmet fordítottak az emberekre, akik így lassan benépesítették egész Midgardot.

### Világkép
A germánok hite szerint az egész világ egy fa. Ez a fa az írások szerint egy óriási kőrisfa, melynek neve Yggdrasil, és ez az alvilágtól egészen Asgardig, az istenek lakhelyéig, azaz a mennyországig ér fel. Utóbbi a Bifröszt nevű szivárványhídon átkelve közelíthető csak meg, itt található a Valhalla, azaz a hősök csarnoka, ahol a csatában elesett harcosok lelkei gyűlnek össze, és készülnek a végső összecsapásra, amely a Ragnarök alatt következik be. A Valhallában él Heidrun kecske is, aki Odin harcosainak a mézsört adja, melyet a lakomákon isznak. A világfa első gyökere vezet Niflheimbe, a holtak otthonába, amelynek uralkodója Hél, Loki lánya, és a Prózai Edda szerint ez a végső lakhelye az itt a Földön elhunytak többségének. A második gyökér az óriások országába vezet, melyet jég és hó borít, ott van a Mimir-forrás is, azaz a tudás forrása, melyből maga Odin is ivott. Végül a harmadik gyökér a Nornák legokosabbjának, Urdnak forrásáig nyúlik. Ennél a forrásánál az istenek mindennap találkoznak, hogy igazságot osszanak. Valahol délen található Muspell, a tűzóriások birodalma. Az alvilág és a mennyország között található Midgard, ahol az emberek élnek. Midgardot és az Utgardot körülöleli az óceán, ahol Jörmungandr, a Midgard-kígyó tanyázik. A fa legmagasabb ágán egy arany kakas figyeli a horizontot, hogy figyelmeztesse az isteneket, ha ősi ellenségeik, az óriások támadásra készülnének ellenük. Asgard peremén figyel Heimdall isten is, akinek kürtje egy napon a végső csatára hívja majd az Áz-isteneket azok ellen, akik vesztüket akarják. Az olyan sárkányok (sárkánygyíkok), mint például Nidhogg célja, hogy a világfát elpusztítsák, és ezért annak gyökereit rágják, a Nornák ezt a szent forrásvízzel öntözik, hogy ki ne száradjon.

## Ázok (Æsir) ésVánok (Vanir)
A skandináv mitológiában az isteneknek két fő „klánja” van: Áz-istenek és Ván-istenek. Asgardot először az Áz-istenek népesítették be, a Ván-istenek csak később jelentek meg, s ekkor kitört az istenek első háborúja, amely békekötéssel és túszcserével végződött. Azontúl az istenek békében éltek együtt Asgardban. Bár a békeszerető Ván-istenek később költöztek Asgardba, a kutatók szerint a mitológiák legősibb rétegéből jöttek, hiszen ők a termékenységistenek skandináv megszemélyesítői, ellentétben az Ázokkal, a harcos istenekkel, akiknek ősalakjai az indoeurópai népvándorlások korában kerültek az északi mitológiákba.

### A legfontosabb Áz-istenek

#### Odin, az arisztokratikus

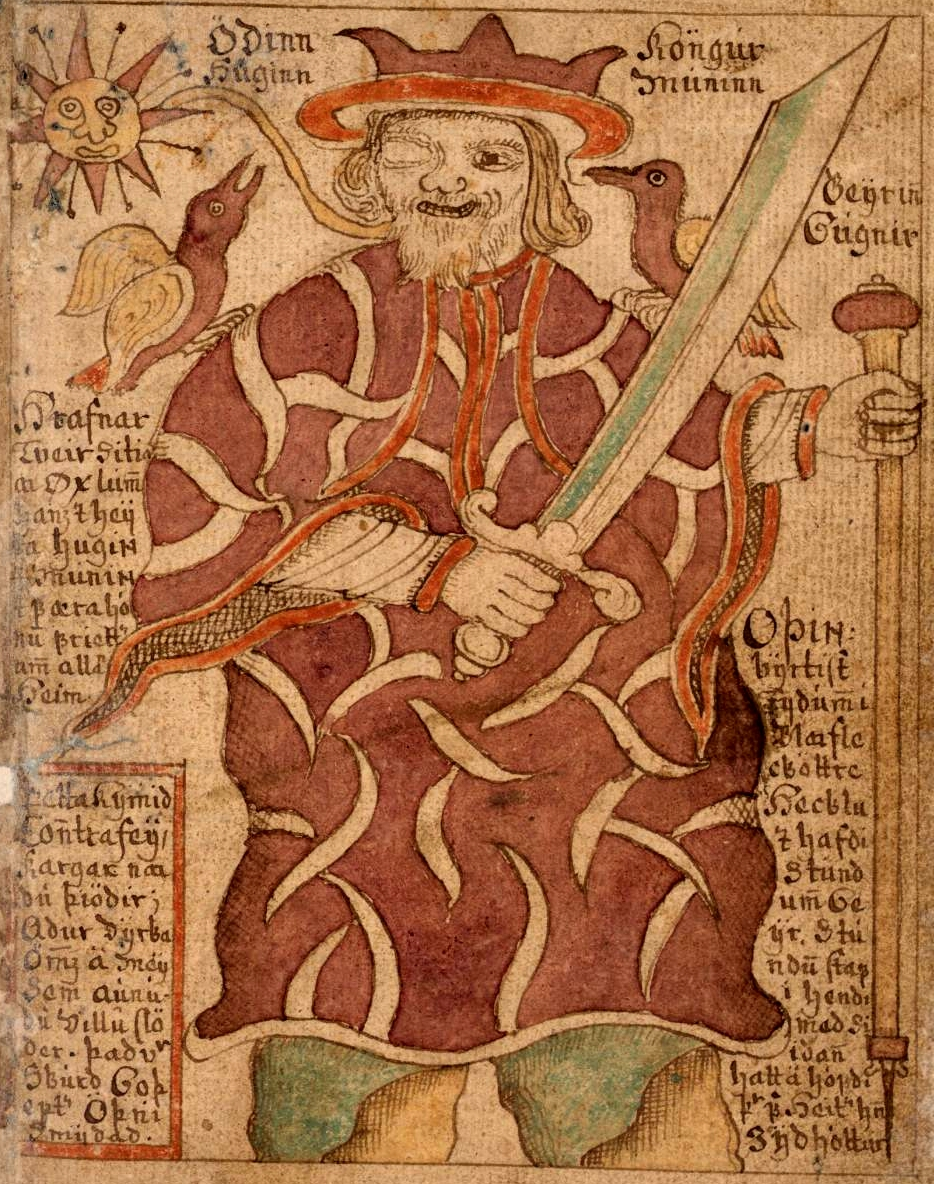
Odin ábrázolása egy izlandi kéziratos könyvben

A skandináv mitológia főistene, akinek sok csodás, bátor tettét örökítették meg a sagák. Apja Bur, anyja Besztla, Odin pedig szinte az összes Áz-isten apja. Csodálatos, félelmet keltő, démonikus alak. Pártfogolja a harcosokat, a harci avatási és áldozati szertartásokat, s háborús viszályokat kelt, így hadistennek tekinthető. A valkűrök segítségével a Valhallában gyűjti össze a bátor harcosok lelkét, hogy az utolsó, végső összecsapáskor megfelelő serege legyen. Mivel megszerezte a költészet mézét az óriásoktól, ő a költészet istene is, a szkáldok pártfogója. Állandóan járja a világot, hogy mindent megismerjen és megtanuljon. Tud alakot váltani, ismeri a jövendőt és a babonákat. De Odin a tudásért nagy árat fizetett. Amikor ivott a Bölcsesség Forrásából, elveszítette a fél szemét. Az Yggdrasil ágán függött dárdával átdöfve kilenc napig, hogy végül megszerezze a bölcsességet jelentő rúnákat. A kilences szám ezért különös jelentőségű a skandinávok vallási szertartásaiban. Odint tudása komorrá és melankolikussá tette, de emellett ármányos volt és ravasz, mint fogadott testvére, Loki, akit olykor ő bujtott fel különféle csínyekre. Odin állandó kísérői két farkasa (Geri és Freki) és hollói (Hugin és Munin, azaz Gondolat és Emlékezet), nyolclábú lova, Szleipnir, és híres dárdája, a Gungnir.

#### Thor, a népszerű

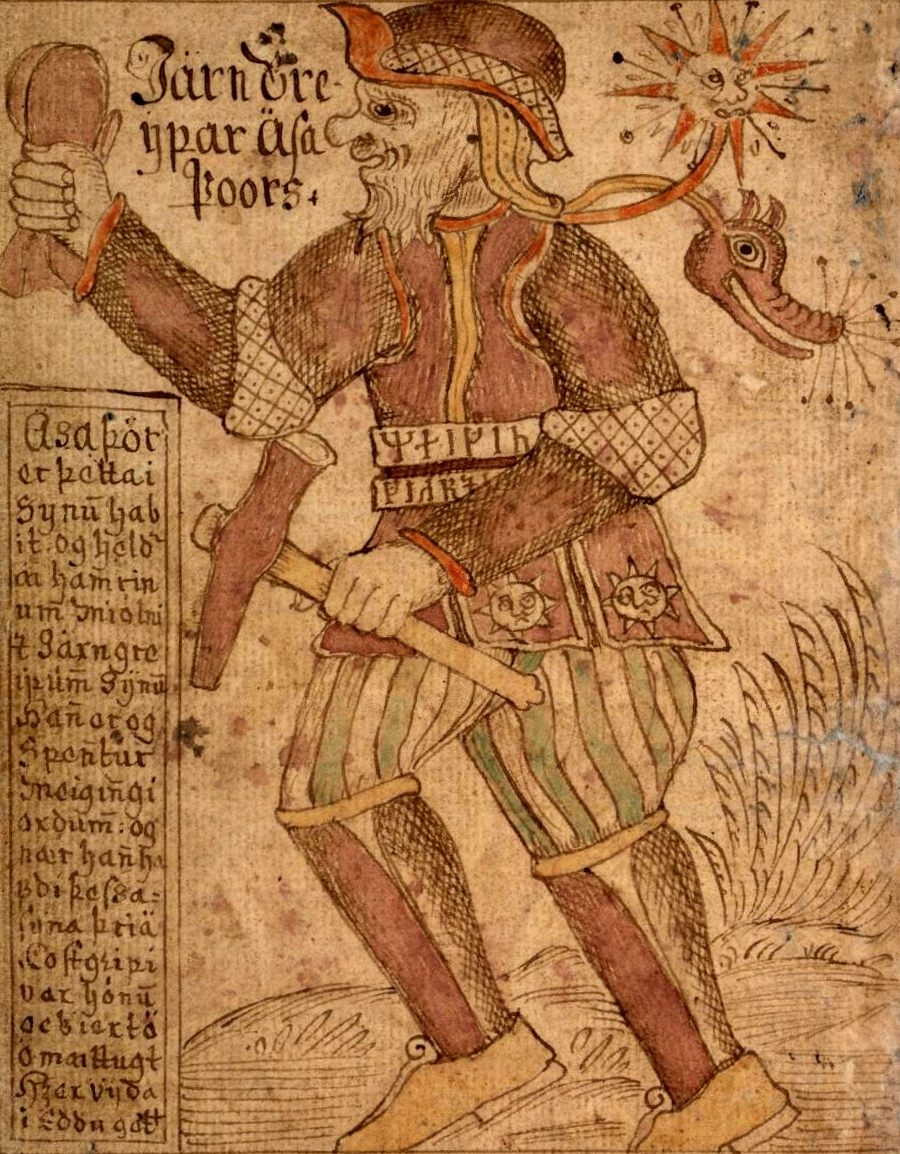
Thor csodálatos kalapácsával, a Mjölnirrel. Részlet egy izlandi kéziratos könyvben

Thor, a legnépszerűbb isten, Odin és Jörd, a Föld fia, a mennydörgés, a vihar és a vegetáció istene, akinek fő feladata az emberek védelme az óriások ellen. Kecskék vonta szekéren jár, és csodás tárgyak tették félelmetes harcossá: egy öv, mely megkétszerezi az erejét, egy pár vaskesztyű és híres kalapácsa, a Mjölnir, amely villámokat szór, ha gazdája eldobja, és visszatér, mint a bumeráng. A kalapácsot természetesen szintén a törpék készítették. Thor, Odinnal ellentétben nem rosszakaratú, sem túl okos, ezért gyakran apja tréfáinak céltáblája. De jóindulattal viseltet az emberek, főleg a parasztok iránt, gondoskodik a gabonáról, a háziállatokról, az esőről és a termékenységről. Ő nem a harcosok, hanem a fegyvert viselő parasztok istene. Lobbanékony, de jóságos, akit gyakran lépre csaltak, ezért sokszor rászorult Loki segítségére. Népszerűségét jelzi, hogy képét sokszor megörökítették a skandináv mesterek, a nevéből képzett férfinevek pedig rendkívül gyakoriak voltak. Az uppsalai templomban három óriási istenszobor állt: Odiné, Freyé és középen, a főhelyen Thoré. Mikor Thor isten kalapácsát ellopta egy Trym nevű óriás, nem akarta visszaadni, csak Freyja istennő kezéért. Thor menyasszonynak öltözve elment az óriáshoz, aki nem vette észre a cselt, így Thor visszaszerezhette a jogos tulajdonát.

#### Tyr, a becsületes

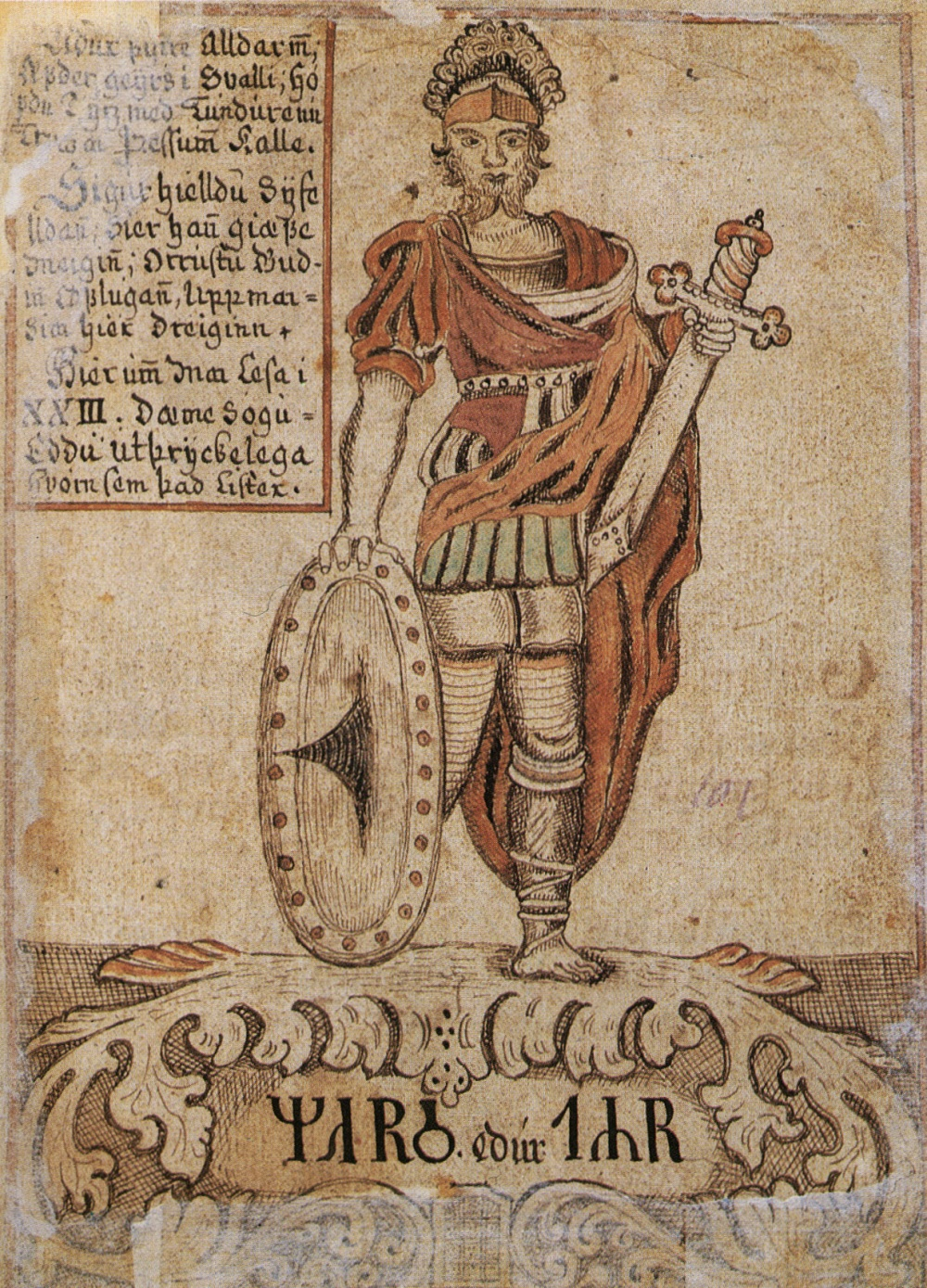
Tyr ábrázolása hadi öltözetben

Tacitus Germania című művében Mars istennel azonosítja mint hadistent. Bár ezt a funkcióját Odin ténykedése elhalványította, Tyr mégis nagy tiszteletben állt a skandinávok között mint bölcs, bátor isten. Ő az egyetlen, aki elég bátor ahhoz, hogy megetesse a vad Fenrirt. Amikor az istenek elhatározták, hogy leláncolják a farkast a törpék által készített eltéphetetlen lánccal, Tyr Fenrir szájába dugta a karját, jelezve, hogy az állat megbízhat benne. De a farkas leharapta a karját, amikor rájött, hogy becsapták. Mint a legbecsületesebb, ő elnökölt az isteni thingben, így ő lett a földi thing-gyűlések pártfogója. Hozzá fordultak a skandinávok szerződés- és házasságkötéskor, s neki mutattak be áldozatot a törvényszegők és a hadifoglyok.

#### Loki, az ármányos

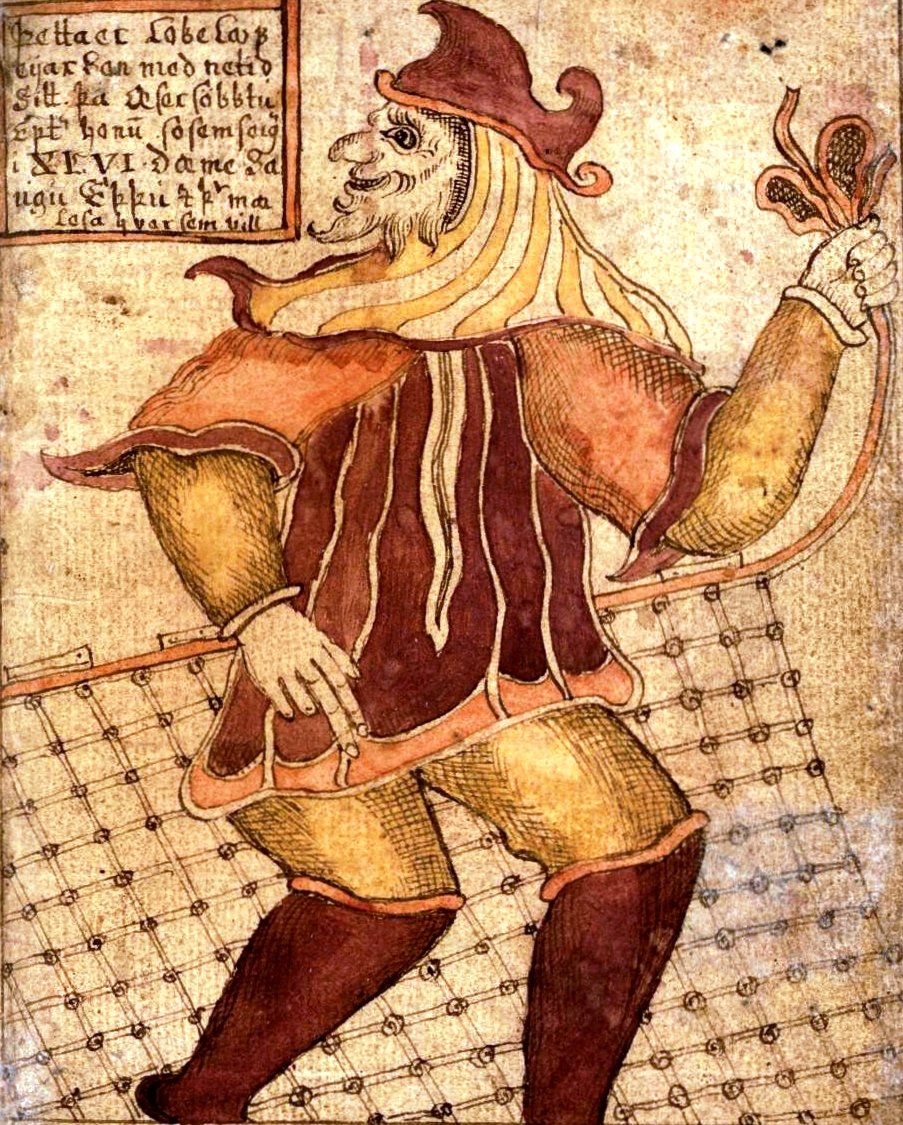
Loki ábrázolása egy izlandi kéziratos könyvben

Loki, a csalfa, hitszegő isten nem volt született Áz, hanem Farbauti és Laufey óriások sarja. Gyermekként kerül az Asgardba. Később vérszerződést köt Odinnal s annak fogadott testvéreként él az Ázok között. Angrboda óriásasszony három szörnyet szült neki: Fenrir farkast, Midgard kígyóját és Hélt, az alvilág uralkodóját. Loki, mint óriás, maga is képes volt utódok létrehozására. Ő ellette Szleipnirt, Odin nyolclábú lovát. Loki a legsötétebb jellem az istenek között, aki a rosszat önmagáért szereti. Csalással szerzi meg vagy ellopja azt, amire szüksége van, de olykor kényszer hatására cselekszik. Amikor Tjászi óriás kezére játszotta Idunt, az ifjúság istennőjét, az istenek Idun aranyalmái nélkül rohamosan elkezdtek öregedni. Végül kényszerítették Lokit, hogy lopja vissza az istennőt, Tjászit pedig megölték. Odinhoz hasonlóan ő is tudott alakot váltani. Mindent tudott, ami az istenek, az emberek és az óriások között történt, és tudását fel is használta: rágalmazott és sebeket tépett fel, viszályokat támasztott. Igazi Mefisztó volt, akinek az intrika a lételeme. De Baldr isten meggyilkolásával túlment minden határon, és az istenek rettentő bosszút álltak rajta: sziklához láncolták, és egy kígyó mérge csöpög rá állandóan.

#### Baldr, az áldozat

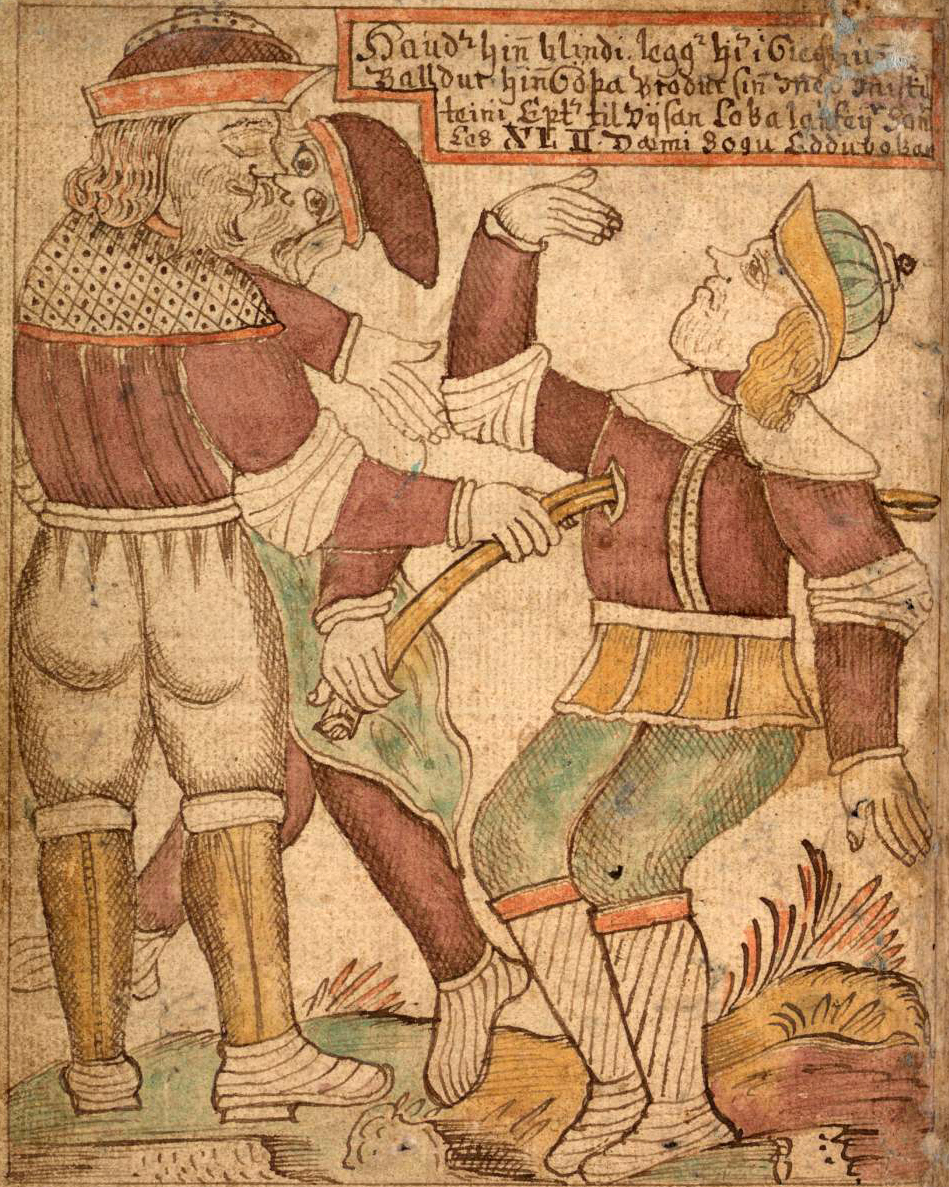
Hödr isten leszúrja Baldrt

Baldr, Odin és Frigg kedvenc fia, jó volt, tiszta és erényes, már-már nem is illett az asgardi istenek közé. Frigg megeskette a világ összes lakóját, az állatokat, a fákat, betegségeket és mérgeket, hogy nem tesznek kárt Baldrban, csak a jelentéktelen fagyöngyág nem tett esküt. Amikor a rosszindulatú Loki ezt megtudta, az ágból nyilat faragott, azt a vak Hödr isten kezébe csempészte, aki lelőtte Baldrt. Váli megölte az ártatlan Hödrt, Hermod, Baldr másik testvére pedig ellovagolt az alvilágba, hogy kiszabadítsa fivérét. Hél visszaengedte volna, de csak akkor, ha a világon minden élő és élettelen elsiratja. De egy óriás nem siratta meg Baldrt, ezért nem engedte vissza őt az élők közé. Loki ármánykodásának eredményeként nem sikerült Baldr visszatérése. Bár az istenek Lokit megbüntették, Baldr halálával a Földről eltűnt a jóság és véget ért az aranykor. A Ragnarök előrevetítette árnyékát.

### Ván-istenek

#### Njörd, a békeszerető
A legidősebb Ván-isten, Frey és Freya apja. A tenger istene, a halászok, kereskedők pártfogója. Bár nagyon szerette lakhelyét, a madarak rikoltását, a tenger zúgását, felesége, Szkádi, az erdők és hegyek Áz-istennője nem kedvelte. Ezért egyezséget kötöttek: kilenc napot Njörd tengeri birodalmában, kilenc napot Szkádi hegyei között töltöttek próbaképp, de így sem tetszett nekik a másik lakhelye, s végleg különváltak.

#### Frey, az élveteg
A Vánok főistene, akinek kocsiját arany vadkan húzza, és csodás tárgyak vannak birtokában: egy hajó, amely összehajtva elfér Frey erszényében, és egy kard, amely magától sújt le. Frey a növények, a termés és a béke istene, akinek olykor emberi vágyai támadtak. Így kívánta meg Gerdet, az óriáslányt, s azonnal elküldte érte szolgáját, hogy megkérje őt feleségének. Frey termékenység-isteni mivoltáról sokat elárul, hogy fallikus módon ábrázolták, és a nyári időszakhoz kapcsolódóan nagy kultusza alakult ki.

#### Freyja, a szépséges
A szerelem és a szépség mágiában jártas istennője, aki macskák vonta kocsiján közlekedik. Könnyen osztogatta kegyeit: Loki szerint híres nyakékéért, a Bríszingamenért négy törpével töltött el egy-egy éjszakát. Freya, mint a valkűrök egyfajta vezetője, palotájában fogadja az elesett hősök felét, és otthont ad nekik. Az ő áldását kérték a meddő asszonyok, és általában nagy tiszteletnek örvendett a nők körében.

## Ragnarök, avagy az istenek alkonya

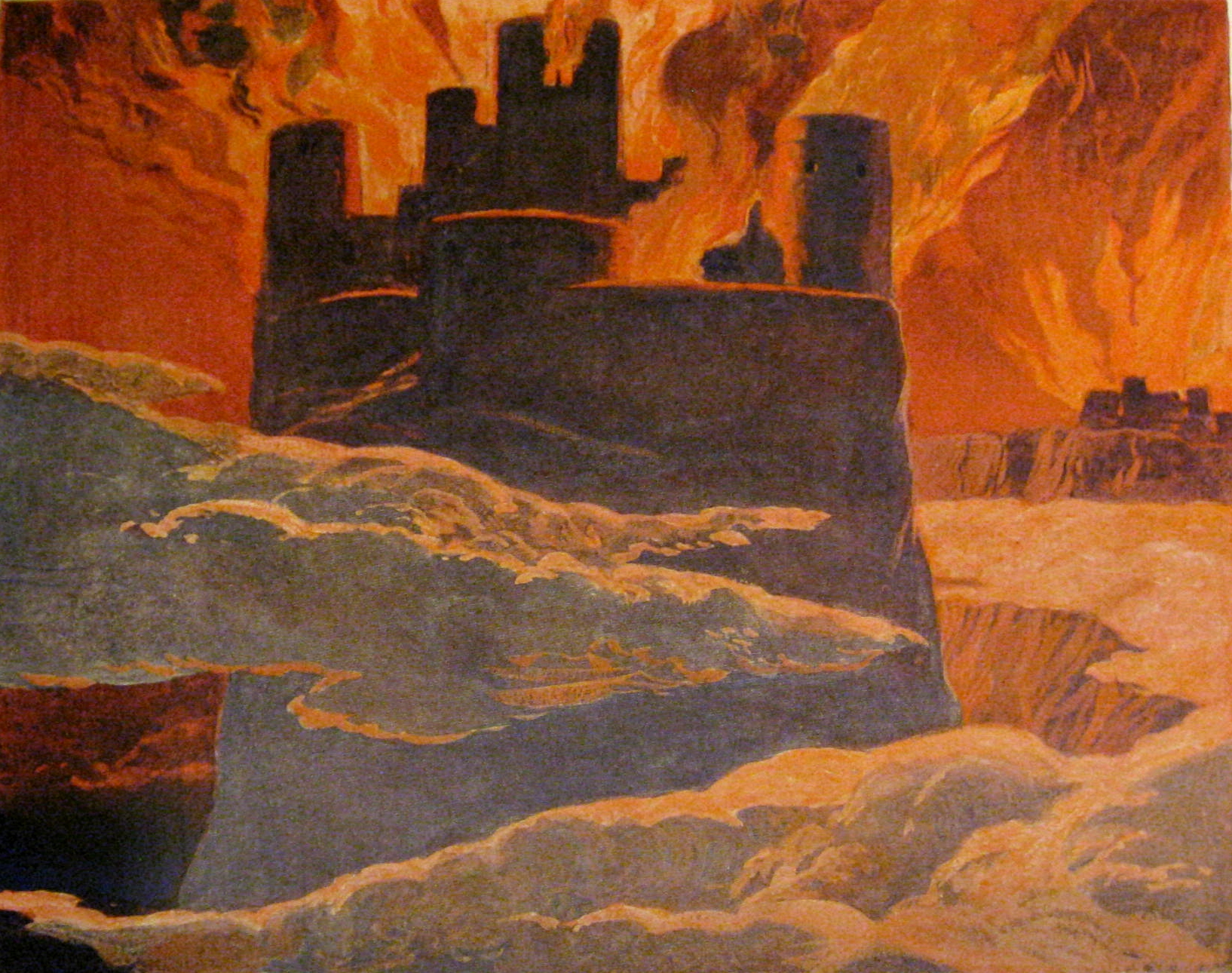
A világ fájának pusztulása (Emil Doepler festménye)

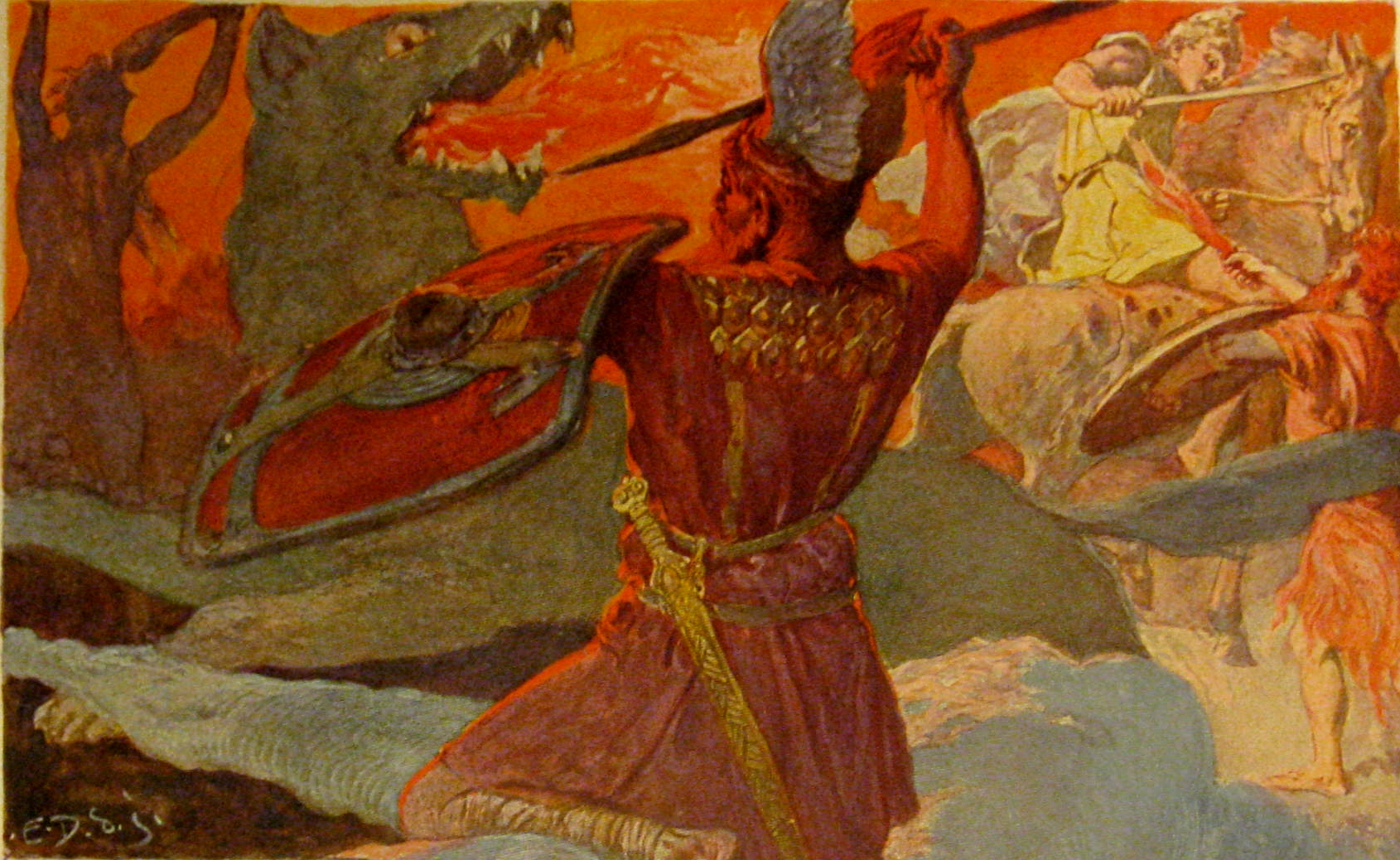
Odin és Fenrir harca (Emil Doepler festménye)

Az istenek a nornák figyelmeztetéséből tudják, hogy világuk nem állandó, egyszer meg kell fizetniük mindazért a gonoszságért, bűnért, amit elkövettek. Ezért hívta magához Odin a legkiválóbb harcosokat, és ezért alakította ki a Valhallát úgy, mint egy kiképzőtábort. S amikor az égben az istenek között és a földön az emberek között az erkölcsi káosz teljesen eluralkodik, eljön a világvége, a Ragnarök. Heimdall, az őrszem megfújja kürtjét, jelezve a csata kezdetét, az óriások támadását. A csillagok lehullanak, a Nap elsötétül, az Yggdrasil megremeg, a víz elárasztja a Földet. Fenrir letépi láncait, és megöli Odint. Thor a Midgard-kígyóval végez, de annak nyála ráfröccsen és megmérgezi. Loki az óriások oldalán száll a harcba, és megölik egymást Heimdallal. Tyr és Hél kutyája hasonlóan járnak. Meghal csaknem minden isten, és az emberek világát tűzvészek és szökőárak pusztítják el. A káoszból azonban új világ sarjad. Visszatér Baldr, az ártatlan Hödr, Odin fiai, Váli és Vidar, Thor fiai, Modi és Magni, akik nem vettek részt az intrikákban és más bűnökben. A földet újra benépesítik az egyetlen életben maradt emberpár, Líf és Líftraszir utódai.

## Az északi mitológia modern befolyása
| Napok nevei | Eredetük                  |
| ----------- | ------------------------- |
| Hétfő       | a Hold napja              |
| Kedd        | Tyr napja                 |
| Szerda      | Odin napja                |
| Csütörtök   | Thor napja                |
| Péntek      | Frigg (vagy Freyja) napja |
| Vasárnap    | a Nap napja               |

A germán istenek nyomai fellehetőek a modern angol és német szókincsben: ennek egy példája a hét napjainak neve. Eredetileg a latin neveket vették át (Nap, Hold, Mars, Merkúr, Jupiter, Vénusz, Szaturnusz), majd később a hét négy napját a római istenek germán megfelelői váltották fel.
Richard Wagner négy operájához a skandináv hőseposzok egyes elemeit, témáit használta fel, amelyek együtt alkotják a A Nibelungok gyűrűje operatetralógiát („Der Ring des Nibelungen”).
Európában és az Egyesült Államokban is vannak újabb keletű kísérletek az ősi germán vallás felelevenítésére germán újpogányságként, különféle nevek alatt: Ásatrú, Odinizmus, Wotanizmus, Forn Sidr. Izlandon az Ásatrú 1973 óta államilag elismert hivatalos vallás, ahogy majdnem az összes északi országban (bár Izlandot kivéve még eléggé új keletű).
A skandináv mitológia hatása felfedezhető a populáris kultúrában, például az irodalomban, és különösen a fantasy szerepjátékokban, mint a World of Warcraft, God of War 4 és a Ragnarok, ami teljesen a skandináv mitológiára épült. Az írói világ egyik kiemelkedő alakja is a Ragnarök utáni időkről ír Modi történetét elmesélve, ez a könyv Joanne Harris Rúnajelek című könyve, de J. R. R. Tolkien „A Gyűrűk Ura” című könyvére is nagy befolyással voltak az észak-európaiak mítoszai. A mű népszerűségének eredményeként a fantáziavilág elemei lassan a fantasy műfaj részévé váltak. Szinte az összes mai fantasy regényben találkozhatunk olyan északi lényekkel, mint a tündék, törpök vagy jégóriások.

## A skandináv mitológia istenei, helyszínei, kellékei
A skandináv hitvilágban nem olyan tisztázott egyes istenek szerepköre, mint például a görög mitológiában. Olykor fedik egymást a feladatok, mint Odin, Tyr és Thor esetében a hadisteni feladatkörök. Sok isten nevéről, létéről csak kevés utalás áll rendelkezésre.
| Név                                                      | Óizlandi írásmód | Mitológiai szerepe                                                                                                | Germán alakváltozata |
| -------------------------------------------------------- | ---------------- | --- | -------------------- |
| Áz-istenek                                               |                  | |                      |
| Baldr                                                    | Baldr            | A fény, a béke és boldogság istene, Odin fia                                                                      | Baldur               |
| Bragi                                                    | Bragi            | A szkaldköltészet istene, Idun férje                                                                              | -                    |
| Diszek                                                   | dísir            | Alsóbbrendű istennők, nornák és valkűrök                                                                          | Valküre              |
| Fjörgün                                                  | Fiọrgyn          | Jörd, a Föld másik neve, Thor anyja                                                                               | -                    |
| Frigg                                                    | Frigg            | Odin felesége, a házasság, a szerelem, a családi tűzhely istennője. Vonásai gyakran keverednek Freyja vonásaival  | Frija                |
| Gefjon                                                   | Gefion           | Szűz istennő | -                    |
| Heimdall                                                 | Heimdallr        | Odin fia, az istenek őre                                                                                          | -                    |
| Hermod                                                   | Hermóðr          | Odin fia | -                    |
| Hödr                                                     | Höðr             | Odin vak fia, aki véletlenül megöli Baldrt                                                                        | -                    |
| Hönir                                                    | Haenir           | Odin társa | -                    |
| Idun                                                     | Iðunn            | Az ifjúság istennője, Bragi felesége                                                                              | -                    |
| Jörd                                                     | Iọrð             | A föld isteni megszemélyesítése, Thor anyja                                                                       | -                    |
| Loki                                                     | Loki             | Óriás, Odinnal vérszerződést köt s így élhet az istenek között                                                    | -                    |
| Nornák                                                   | Nornir           | A sors, a végzet istennői, akik a sors fonalát fonják                                                             | -                    |
| Odin                                                     | Óðinn            | A skandináv mitológia főistene, többek között a háború és a harcosok istene                                       | Wodan (Wotan)        |
| Odr                                                      | Óðr              | Valószínűleg Odin egyik alakváltozata, s így Freyja férje                                                         | -                    |
| Sif                                                      | -                | Istennő, aki aranyhajáról nevezetes, Thor felesége                                                                | -                    |
| Szkádi                                                   | Skaði            | Vadászistennő, Njörd felesége, később Ullé                                                                        | -                    |
| Thor                                                     | þór              | Odin után a legfontosabb isten, az emberek védelmezője                                                            | Donar                |
| Tyr                                                      | Tyr              | A csaták félkarú hadistene, egyike a három legjelentősebb istennek, a becsület, a fogadalmak istene többek között | Tiu                  |
| Ull                                                      | Ull              | Odin távollétében sokszor helyettese, vadászisten                                                                 | -                    |
| Váli                                                     | -                | Odin fia, a bosszú istene                                                                                         | -                    |
| Vidar                                                    | Viðarr           | Isten, Odin fia, aki az utolsó nagy csatában bosszút áll Odin gyilkosán                                           | -                    |
| Valkűrök                                                 | valkyrja         | Odin segítői, akik a csatákban meghalt harcosok lelkét a Valhallába kísérik                                       | -                    |
| Ván-istenek                                              |                  | |                      |
| Njörd                                                    | Njörðr           | A szél és a tenger istene, termékenységisten, Frey és Freyja apja, Szkádi férje                                   | Nerthus (nőnemű)     |
| Frey                                                     | Freyr            | A termékenység istene, Gerd férje                                                                                 | Ing                  |
| Freyja                                                   | Freyja           | A termékenység, a szerelem istennője, Frey húga, Odr felesége                                                     | -                    |
| Mitológiai helyszínek, kellékek, egyéb mitológiai alakok |                  | |                      |
| Álfok                                                    | Álfar            | A természet szellemei                                                                                             | -                    |
| Angrboda                                                 | Angrboða         | Óriásasszony, Fenrir farkas, a Midgard-kígyó és Hél anyja                                                         | -                    |
| Ask és Embla                                             | Askr ok Embla    | Az első férfi és nő a skandináv mitológiában                                                                      | -                    |
| Asgard                                                   | Ásgarðr          | Az istenek égi lakhelye                                                                                           | -                    |
| Audhumbla                                                | Auðumbla         | Tehén, őslény, aki táplálta Ymirt és megalkotta Búrit                                                             | -                    |
| Bifröszt                                                 | Bifröst          | Szivárványhíd, amely összeköti, illetve elválasztja az égi és a földi világot                                     | -                    |
| Brisingamen                                              | Brísinga men     | Freya nyakéke, amelyet a törpék készítettek                                                                       | -                    |
| Borr                                                     | Burr             | Bure fia, az istenek apja                                                                                         | -                    |
| Bure                                                     | Búri             | Déróriás, az istenek ősatyja                                                                                      | -                    |
| Einherjarok                                              | -                | Az elhunyt harcosok szellemei                                                                                     | -                    |
| Fafnir                                                   | -                | Törpéből lett, kincset őrző sárkány                                                                               | -                    |
| Fenrir                                                   | Fenisulfr        | Farkas, Loki és Angrboda utóda, Odin majdani gyilkosa                                                             | -                    |
| Garm                                                     | Garmr            | Az alvilág kutyája, Tyr leendő gyilkosa                                                                           | -                    |
| Ginnungagap                                              | Ginnungagap      | Őskáosz | -                    |
| Hél                                                      | Hel              | A holtak világának asszonya, Loki lánya                                                                           | -                    |
| Helskor                                                  | -                | Lábbeli, amit a holtak lábára kötöttek, hogy az alvilágba tudjanak jutni                                          | -                    |
| Hringhorni                                               | Ringhorne        | Baldr hajója, amely ő és Nanna halotti máglyája                                                                   | -                    |
| Hugin és Munin                                           | Huginn og Muninn | Odin hollói, akik híreket hoznak neki                                                                             | -                    |
| Jörmungandr                                              | Miðgarðsormr     | Világkígyó, Thor nagy ellenfele, Loki fia                                                                         | -                    |
| Líf és Líftraszír                                        | Líf, Lífþrasir   | Az emberpár, (Élet és Életvágy) akik túlélik a világvégét (Ragnarök)                                              | -                    |
| Máni                                                     | Máni             | A Hold | -                    |
| Megingjord                                               | Megingjörð       | Thor erőöve, amitől minden meghúzáskor megduplázódik az ereje                                                     | -                    |
| Midgard                                                  | Miðgarðr         | A középső világ, az emberek lakhelye                                                                              | -                    |
| Mimir                                                    | Mímir            | A bölcsesség forrásának (Mimir kútja) őre, óriás                                                                  | -                    |
| Misteltein                                               | Mistelten        | A fagyöngy nyílvessző, amellyel Hödr lelövi Baldrt                                                                | -                    |
| Mjölnir                                                  | Mjǫlnir          | Thor legendás pörölye                                                                                             | -                    |
| Muspellheim                                              | Múspellheim      | A tűz országa | -                    |
| Naglfar                                                  | Naglfar          | Hél hajója, amit halottak körméből építettek                                                                      | -                    |
| Niflheim                                                 | Niflheim         | A hideg, a jég és köd országa                                                                                     | -                    |
| Odrerir                                                  | Odrærer          | Üst, amelyben a költészet mézsörét erjesztették                                                                   | -                    |
| Jötunn                                                   | Jötnar           | Óriások | -                    |
| Ragnarök                                                 | Ragnarök         | Az istenek pusztulása és a világvége, amelyből új világ sarjad                                                    | -                    |
| Skidbladnir                                              | Skíðblaðnir      | Frey összehajtható hajója, aminek a szél mindig jó irányból fúj                                                   | -                    |
| Sol                                                      | Sól              | A Nap istennője                                                                                                   | -                    |
| Szleipnir                                                | Sleipnir         | Odin nyolclábú lova, amelyet Loki hozott világra                                                                  | -                    |
| Törpék                                                   | Dvergar          | Kicsiny lények, mesterkovácsok, akik a föld alatt élnek                                                           |                      |
| Tyrfing                                                  | Tyrving          | Aranymarkolatú kard, ami soha nem hibázza el a vágást. Durin és Dvalin kovácsolta                                 | -                    |
| Utgard                                                   | Utgarðr          | Egy vár az óriások földjén, Jotunheimben                                                                          | -                    |
| Valhalla                                                 | Valhöll          | Odin lakhelye, ahol összegyűlnek a harcosok szellemei                                                             | Walhalla             |
| Yggdrasil                                                | Yggdrasill       | Világfa, amely összekapcsolja az eget, a földet és a föld alatti világot                                          | Irminsul-oszlop      |
| Ymir                                                     | Ýmir             | Az első óriás, akinek a testéből teremtették a földet                                                             | -                    |